# 小松寺 (南房総市)
小松寺（こまつじ）は、千葉県南房総市千倉町大貫にある、真言宗智山派の寺院。山号は檀特山。本尊は薬師如来。

## 概要
寺伝によると、文武天皇代に役小角が草庵を建てたのが始まりという。
718年（養老2年）役小角の古蹟を調べ、巨松山檀特寺と称し創建する。
831年（天長8年）円仁は山王権現を祀り、天台宗となる。
920年（延喜20年）、国司の小松民部正寿は七堂伽藍を建立し、檀特山小松寺と改める。寺領500石を寄進する。1374年（応安7年）高階吉正は梵鐘を寄進する。1590年（天正18年）里見義康は寺領53石を寄進する。

## 文化財

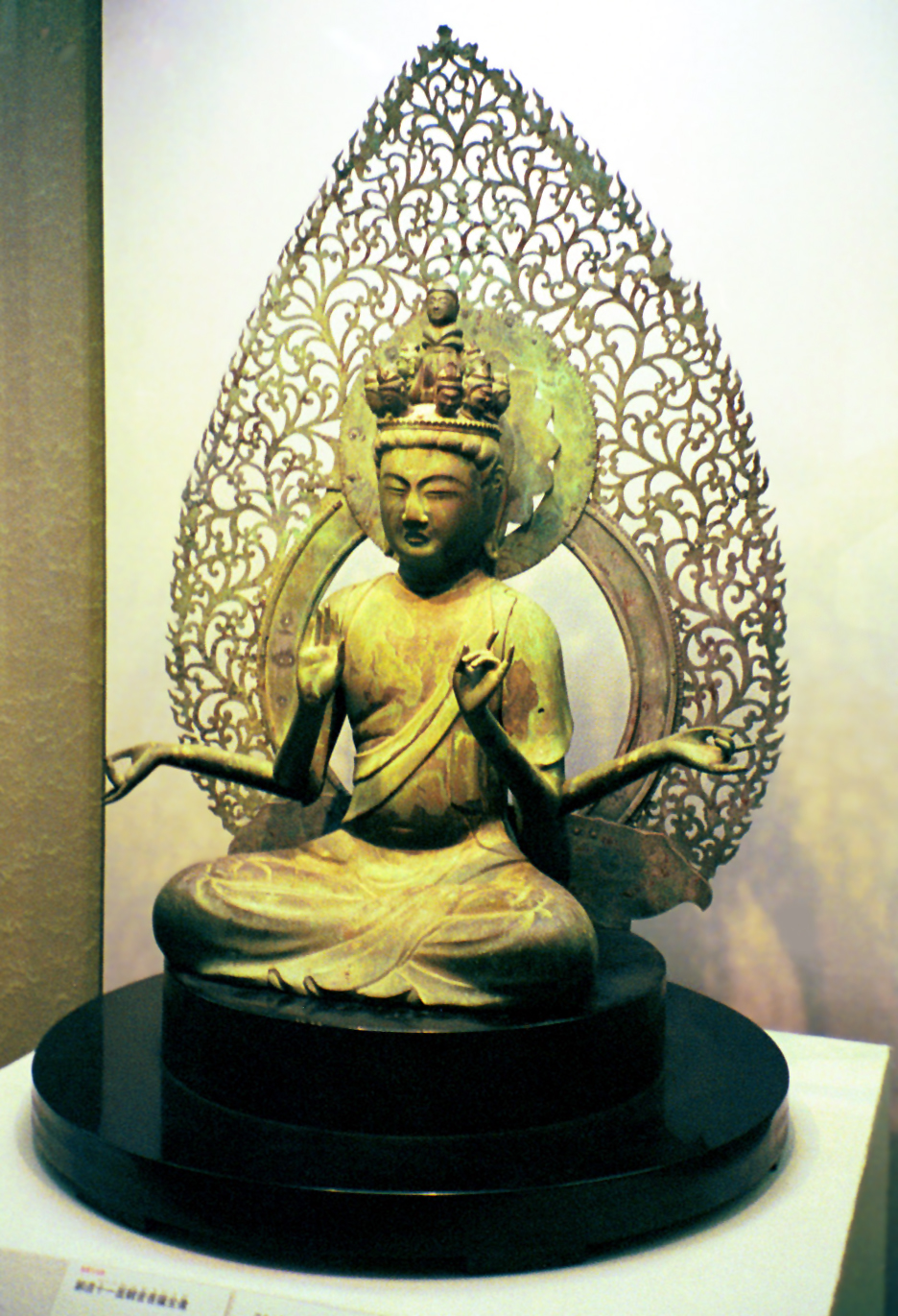
銅造十一面観音坐像（重要文化財）

### 重要文化財（国指定）
- 銅造十一面観音坐像 - 鎌倉時代、東京国立博物館に寄託

### 千葉県指定文化財
- 梵鐘 - 応安7年銘（1374年）
- 木造薬師如来立像

### 南房総市指定文化財
- 不動明王立像

本節の出典：「歴史・文化財」（南房総市サイト、2019年6月2日閲覧）

## 交通アクセス
- 東日本旅客鉄道内房線千倉駅からタクシーで10分。

## 隣の札所
安房国札三十四観音霊場
25 真野寺 -- 26 小松寺 -- 27 住吉寺